# Бунцево
Бу́нцево (болг. Бунцево) — село в Благоєвградській області Болгарії. Входить до складу громади Якоруда.

## Населення
За даними перепису населення 2011 року у селі проживали 529 осіб.
Національний склад населення села:
| Національність   | Кількість осіб | Відсоток |
| ---------------- | -------------- | -------- |
| болгари          | 398            | 93,6%    |
| турки            | 26             | 6,1%     |
| цигани           | 0              | 0%       |
| Всього відповіли | 425            |          |

Розподіл населення за віком у 2011 році:
Динаміка населення: